# Meijiuniversitetet
Meijiuniversitet, (明治大学; Meiji Daigaku ofta förkortat till Meidai, eg. 明治学院大学; Meiji gakuin daigaku) är ett universitet, beläget i Tokyo i Japan. Meidai räknas bland Japans främsta privata universitet och räknas till Tokyo roku daigaku-universiteten. Universitetet grundades 1863.
Vid campus finns också ett gymnasium.

## Personer som har studerat vid Meijiuniversitet
Politiker:
- Zhou Enlai (Kinesisk premiärminister 1949 - 1976)
- Takeo Miki (Japansk premiärminister 1974 - 1976)
- Tomiichi Murayama (Japansk premiärminister 1994 - 1996)
- Tatsuji Fuse (Koreansk frihetskämpe)
- Fusako Shigenobu (Ledare av Japanska röda armén)

Filmfolk:
- Hideo Gosya (Regissör)
- Yuzo Kawashima (Regissör)
- Takeshi Kitano (Regissör)
- Akira Kobayashi (Skådespelare)
- Toshiyuki Nishida (Skådespelare)
- Kihachi Okamoto (Regissör)
- Kiyoshi Sasabe (Regissör)
- Tetsuo Shinohara (Regissör)
- Ken Takakura (Skådespelare)
- Eijiro Tono (Skådespelare)

Konstnärer, idrottare:
- Morio Agata (Sångare)
- Syu Hiraide (Författare, jurist)
- Senichi Hoshino (Basebollspelare, manager)
- Kensuke Isizu (Modedesigner)
- Sachio Ito (Författare)
- Kaiji Kawaguchi (Mangaka)
- Sohn Kee-chung (Olympisk maratonlöpare)
- Kikuchi Kan (Författare)
- Masao Koga (Kompositör)
- Kazufumi Miyazawa (Kompositör, sångare)
- Yuzo Takada (Mangaka)
- Toshio Sakai (Fotograf, Pulitzer-vinnare)
- Naomi Uemura (Bergsbestigare, äventyrare)
- Tatsuro Yamashita (Kompositör, sångare)
- Yamashita Tomohisa (Artist)
- Koyama Keiichiro (Artist)

Forskare:
- Masatoshi Koshiba